# Constitution Act, 1867
A Constitution Act, 1867 (1867-es törvény a alkotmányról, korábban British North America Act, 1867-nek, 1867-es törvény Brit Észak-Amerikáról vagy nem hivatalosan BNA Act hívták) Kanada alkotmányának nagy részét kitevő törvény. A törvény hozta létre a szövetségi domíniumot és meghatározta Kanada kormányzati működésének nagy részét, köztük a föderális szerkezetet, a Képviselőházat, a Szenátust, az igazságszolgáltatási- és az adórendszert. A jelenlegi nevét 1982-ben kapta az alkotmány 1982-es honosításával (patriation) (eredetileg a brit parlament fogadta el a törvényt). Ugyanekkor módosítások is történtek: bekerült a 92A szakasz mely nagyobb irányítást adott a tartományoknak a nem megújuló energiaforrások fölött.

## Preambulum
A törvény preambulummal kezdődik mely kijelenti, hogy Kanada, Új-Brunswick és Új-Skócia tartományok (melyek később a négy eredeti tartományt fogják alkotni) egy föderáció létrehozását kérték. Ennek a föderáció, a preambulum szerint, egy „az Egyesült Királyságéval elvben hasonló alkotmány” lesz. Az alkotmánynak ezen leírása fontossá vált az értelmezése során. Ahogy Peter Hogg írta a Constitutional Law of Canada című könyvében, egyesek amellett érveltek, hogy mivel az Egyesült Királyságban létezett a kifejezés szabadsága valamilyen formában 1867-ben, a preambulum kiterjesztette ezt a jogot Kanadára is még a jogok és szabadságok kanadai chartájának 1982-es törvénybe iktatása előtt; ez volt az Implied Bill of Rights (Feltételezett jogok törvénye) egyik feltételezett alapja. Továbbá, mivel az Egyesült Királyságban létezett a bírói önállóság hagyománya, a Kanadai Legfelsőbb Bíróság 1997-ben a Provincial Judges Reference állásfoglalásában úgy ítélte hogy a preambulum mutatja hogy a bíró önállóság Kanadában alkotmányosan garantált. Randy Dyck politológus kritizálta a preambulumot, mert az szerinte „súlyosan elavult,” szerinte a Constitution Act, 1867-ből „hiányzik egy inspiráló bevezető.”
A Constitution Act, 1867 preambuluma nem az egyetlen preambulum a kanadai alkotmányban. A jogok és szabadságok kanadai chartájának is van preambuluma.

## Egyesülés
A British North America Act, 1867 hozta létre Kanadai Domíniumot Canada, New Brunswick és Nova Scotia észak-amerikai tartományok egyesítésével. Canada tartomány két alkotóeleme Canada West (Nyugat-Kanada) és Canada East (Kelet-Kanada) át lett nevezve Ontarióra és Québecre és egyenlő helyzetet kaptak a kanadai parlamentben, mint New Brunswick és Nova Scotia. A Képviselőházban a lakosságalapú képviseletet, míg a Szenátusban a régiók egyenlőségét tartották szem előtt, így Ontario, Québec és a tengeri „régiók” egyenlő számú szenátort kaptak.
A BNA Act, 1867 előtt New Brunswick, Nova Scotia, és Prince Edward-sziget gyarmatok megtárgyaltak egy lehetséges egyesülést az amerikai bekebelezés elkerülésére és a kormányzat költségének csökkentésére. Canada tartomány a tárgyalásokba a brit kormány kérésére kapcsolódott be, kiváltva a Prince Edward-sziget ambivalenciáját, utóbbi csak hét évvel később csatlakozott a domíniumhoz. Az alkotmányozó konferenciát, ironikus módon a Prince Edward-szigeten, Charlottetownban tartották.

## A hatalom felosztása
A kormány jogkörei a szövetségi kormányzat és a tartományok közt van megosztva és a törvény 91–95. szakaszai írják le. A 91-92. szakasz különösen fontos, mivel sorba veszi azokat a tárgyköröket, amikre az egyes törvényhozások jogszabályt hozhatnakː a 91. szakasz a szövetségi törvénykezés hatókörébe tartozó ügyeket, a 92. szakasz a tartományi törvénykezés hatókörébe esőket. A 92A. és a 93. szakasz a nem megújítható energiaforrásokkal és az oktatással foglalkozik (mindkettő elsősorban tartományi hatáskör). A 94. szakasz nyitva hagyja a lehetőségét a tulajdon- és polgári jogra vonatkozó egy esetleges változtatásnak, mely még nem történt meg. A 94A. és 95. szakaszok a közös hatáskörbe tartozó ügyekkel foglalkozik, nevezetesen az öregkori nyugdíjjal (94A. szakasz) a mezőgazdasággal és a bevándorlással (95. szakasz).

### Béke, rend és helyes kormányzás
A 91. szakasz felhatalmazza a parlamentet, hogy „törvényeket hozzon Kanada békéjéért, rendjéért és helyes kormányzásáért az összes olyan üggyel kapcsolatban amelyek nem kerülnek az ezen törvény által a tartományok törvényhozásainak kizárólagos hatókörébe rendelt ügek osztályába”. Ez a Parlament számára biztosítja azt a visszamaradt jogot hogy bármely olyan területen törvényt hozzon amely nem lett a tartományi kormányzat hatáskörébe rendelve. Így amikor az egyes hatásköri vitákat elemzik észben tartják hogy ha nincs külön felsorolva akkor az a Parlament de jure hatáskörébe esik.

### Büntetőjog
A 91. szakasz (27) bekezdése feljogosítja a szövetségi Parlamentet, hogy a büntetőjoggal kapcsolatban törvényt hozzon, kivéve a büntetőbíróságok összetételét, de beleértve az eljárásrendet a büntetőügyekben. Ezen jogkörre épített a Parlament, amikor létrehozta a Kanadai Büntetőtörvénykönyvet (Criminal Code of Canada) és erre alapozva módosította azt.
Azonban a 92. szakasz (14) bekezdése alapján a tartományok kapják az igazságszolgáltatás jogát, dönthetnek a tartományi polgári- és büntetőbíróságok összetételéről, fenntartásáról és szervezetéről és a polgári ügyekben alkalmazandó eljárásrendről mindkét bíróságon. Ez alapján a tartományok eljárást indíthatnak a kanadai büntetőtörvénykönyv alapján és tartományi rendőrségeket is létrehozhatnak.
A 91. szakasz (28) bekezdése a szövetségi Parlamentnek adja a fegyházak (penitentiaries) feletti, míg a 92. szakasz (6) bekezdése a tartományoknak a börtönök (prisons) feletti kizárólagos jogkört. Ez a gyakorlatban azt jelenti, hogy akit két évre vagy többre ítélnek azt szövetségi, akit annál kevesebbre, az tartományi börtönben töltheti le büntetését.

### Tulajdon és polgári jogok
A 92. szakasz (13) bekezdése a tartományokat jogosítja fel a tartományi tulajdon- és polgári jogok szabályozására. A gyakorlatban ezt a jogkört tágan értelmezték, a tartományok számos ügy fölött szereztek jogkört, ilyen például a fogyasztóvédelem.

### Házasság
A 91. szakasz (26) bekezdése a szövetségi kormányzatnak felhatalmazást ad a válás és a házasság szabályainak megalkotására. Ezen az alapon a szövetségi Parlament törvényt hozhat a házassággal és válással kapcsolatban. Azonban a tartományok megtartották a jogot [a 92. szakasz (2) bekezdése alapján] a házasság megkötésének szabályozásához.
Több olyan helyzet is van, ahol a házasságra és válásra vonatkozó törvények között átfedés van, legtöbb esetekben ezeket a joghatóság közti immunitás eszközével oldják meg. Például a szövetségi Divorce Act (Törvény a válásról) érvényes jogszabály, annak ellenére hogy a Divorce Act hatással van a gyermek elhelyezésre is, mely általában a tartományok jogkörébe tartozó „polgárjogok”-nak [92. szakasz (13) bekezdés] és a „magánszférába tartozó ügyek”-nek [92. szakasz (16) bekezdés] számítanak.

## Igazságszolgáltatási rendszer
A 96–100. szakaszok biztosítják egy kanadai igazságszolgáltatási rendszer létrehozását.
A 101. szakaszban található a szövetségi kormányzat azon hatalma hogy fellebbviteli bíróságokat alkosson. Ilyenek közé tartoznak a szövetségi bíróságok és a Legfelsőbb Bíróság a Supreme Court Act (Törvény a Legfelsőbb Bíróságról) alapján. A 92. szakasz (14) bekezdése ugyanakkor feljogosítja a tartományokat tartományi bíróságok létrehozására. Ezek közé tartozik a kis összegű ügyek bírósága és számos adminisztratív törvényszék.
A felsőbb bíróságok neve „inherens jogkörű bíróságok” („courts of inherent jurisdiction”), mert alkotmányos jogkörüket az Egyesült Királyságtól örökölt konvenciókból nyerik.

### 96. szakasz szerinti bíróságok
A 96. szakasz felhatalmazza a szövetségi kormányt hogy bírákat nevezzen ki a „tartományok felsőbb, kerületi és megyei bíróságaiba” (Superior, District illetve County Courts). Egyik tartománynak sincs többé kerületi vagy megyei bírósága, de mindegyiknek van felsőbb bírósága. Bár a tartományok fizetik ezen bíróságok működését, döntenek a jogkörükről és eljárási szabályaikról, a szövetségi kormány jelöli és fizeti a bírákat.
Történelmi szempontból úgy értelmezték ezt a szakaszt mint amely az inherens jogkörű felsőbb bíróságokat felruházza az ügyek meghallgatásának alkotmányos jogkörével. A „96. szakasz szerinti bíróságokat” („section 96 courts”) az igazságszolgáltatási rendszer „sarokkövének” tekintették amelyhez az összes többi bíróságnak igazodnia kell. Mivel a jogkörükre azt állítják, hogy „inherens” (bennük rejlő) ezért joguk van az összes olyan ügyben eljárni ahol a jogkörüket nem vette át egy másik bíróság. Ugyanakkor a 101. szakasz alapján a szövetségi kormány vagy a 92. szakasz (14) bekezdése alapján létrehozott bíróságok nem hatolhatnak be a 96. szakasz szerinti bíróságok fő jogköreibe.
A 96. szakasz szerinti fő jogkörök köre sok vita és pereskedés tárgya volt. Amikor elkezdődik egy eljárás a bíróság jogkörét meg lehet kérdőjelezni azon az alapon, hogy nincs jogköre eljárni az adott ügyben. A kérdés általában az, hogy a jogszabály által létrehozott 101. vagy 92 (14) szakasz szerinti bíróságok behatoltak-e egy 96. szakasz szerinti bíróság kizárólagos joghatóságába.
Egy szövetségi vagy tartományi bíróság jogkörének érvényesítéséhez meg kell felelnie egy háromlépcsős vizsgálatnak, melyet először a Re Residential Tenancies Act, 1979 (1981) ügyben írtak le. A bíróság nem érinthet olyan ügyet, amelyet történelmileg a felsőbb bíróság jogkörébe szántak. A vizsgálat első lépése azzal foglalkozik, hogy mely ügyek voltak általában a bíróság kizárólagos jogkörei a konföderáció korában 1867-ben. A Sobeys Stores Ltd. v. Yeomans (1989) ügyben a Legfelsőbb Bíróság kimondta hogy a történelmileg tárgyalt „viták természetét” és nem csak a történelmi jogorvoslatokat tágan kell értelmezni. Ha a bíróságról úgy találják, hogy behatol a felsőbb bíróság történelmi joghatóságába, a vizsgálat második lépése következik amely megvizsgálja a bíróság funkcióját és hogy ítélkező szervként működik-e. A végső lépés megvizsgálja a bíróság joggyakorlásának kontextusát és megnézi, hogy van-e bármely további megfontolás amely igazolná a beavatkozást a felsőbb bíróság hatáskörébe.

### Alkotmánybíráskodási hatókör
Nem minden bíróság és törvényszék tárgyalhat az alkotmányossággal kapcsolatos ügyeket. Alapvető feltétel, hogy a bíróságnak legyen hatóköre alkalmazni az adott törvényt. Az N.S. v. Martin; N.S. v. Laseur (2003) ügyben a Legfelsőbb Bíróság megismételte az alkotmánybíráskodási hatókört vizsgáló, a 'Cooper v. Canada (Human Rights Commission) ügyből származó vizsgálatot. Az utóbbinak azzal kell kezdődnie, hogy megvizsgálják: az alaul szolgáló jogszabály kimondott hatáskört ad-e a jog alkalmazására. Ha igen, a bíróság alkalmazhatja az alkotmányt. A vizsgálat második lépése azt próbálja kideríteni, hogy létezett-e implikált hatókör a jog alkalmazására, ez a törvény szövegének, kontextusának és az ítélethozó szerv általános természetének és jellemzőinek megvizsgálásával deríthető ki.

## Kis jogok törvénye
Az Implied Bill of Rights elmélete mellett nincs valóban írott jogok törvénye a Constitution Act, 1867-ben. Ennek ellenére bizonyos szűk alkotmányos jogok szét vannak szórva a dokumentumban. Hogg úgy utalt rájuk, mint a „kis jogok törvénye” („small bill of rights”), bár a Legfelsőbb Bíróság a Greater Montreal Protestant School Board v. Quebec (1989) ügyében elvetette ezt a megjelölést abból a szempontból, hogy a Constitution Act, 1867-ben szereplő jogokat nem lehet olyan liberálisan értelmezni, mint a chartában szereplőeket. A Hoggg által megtalált jogok közt vannak a nyelvi jogok. Léteznek az egyházi iskolákhoz tartozó jogok is a 93. szakaszban (melyeket a charta 29. szakasza megerősít), függetlenül a tartományi hatókört a kanadai közoktatás felett. A 99. szakasz megállapítja a bírók azon jogát, hogy addig szolgáljanak amíg a törvényhozás nem váltja le őket. A demokratikus jogok közé tartozik az a szabály, hogy a szövetségi Parlamentnek és Ontario és Québec törvényhozásának legalább évente egyszer ülésezniük kell a 20. és 86. szakasz alapján, és legalább ötévente egyszer szövetségi választásokat kell tartani az 50. szakasz alapján. Ezeket megismétli a jogok és szabadságok kanadai chartájának 4. és 5. szakasza, míg a Constitution Act, 1867 20. szakaszát hatályon kívül helyezték. A Constitution Act, 1867 szintén biztosítja a lakosság szerinti képviselet jogát. Végül a 121. szakasz engedélyezi az áruk átvitelét a tartományi határokon bármilyen költség nélkül és a 125. szakasz mentesíti a kormányzatot az ingatlan adók fizetésétől.

### Nyelvi jogok
Bár az 1867-es törvény nem nevezte ki az angolt és a franciát Kanada hivatalos nyelvének, de mindkét nyelvhez biztosított bizonyos jogokat bizonyos szövetségi és québeci kormányzati intézményekben.
A 133. szakasz megengedte a kétnyelvűséget a Parlamentben és a québeci törvényhozásban; engedélyezte a jegyzőkönyvek készítését mindkét nyelven és a kétnyelvűséget a szövetségi és québeci bíróságokon. Ezen szakasz értelmezése azt találta hogy ez a rendelkezés megköveteli hogy az összes jogszabály mindkét nyelven elérhető legyen és egyenlő érvényű legyen mindkét nyelven. A 133. szakaszban található „bíróságok” tartalmazzák az összes szövetségi és tartományi bíróságot és az összes itélkezést végrehajtó törvényszéket.
Ezek a jogok duplikálva vannak a szövetségi kormányzat szempontjából, de nem Québec szempontjából, ugyanakkor ki vannak terjesztve Új-Brunswick tartományra, a jogok és szabadságok kanadai chartájának 17., 18. és 19. szakasza által; a charta 16. és 20. szakasza az angolt és a franciát megteszi hivatalos nyelveknek és engedélyezi a kétnyelvű közszolgáltatások nyújtását.

## Fordítás
- Ez a szócikk részben vagy egészben a  Constitution Act, 1867 című angol Wikipédia-szócikk ezen változatának fordításán alapul.  Az eredeti cikk szerkesztőit annak laptörténete sorolja fel. Ez a jelzés csupán a megfogalmazás eredetét és a szerzői jogokat jelzi, nem szolgál a cikkben szereplő információk forrásmegjelöléseként.